# Oficer i szpieg (film)
Oficer i szpieg (fr. J’accuse) – francusko-włoski thriller filmowy z 2019 roku w reżyserii Romana Polańskiego, oparty na podstawie powieści pod tym samym tytułem autorstwa Roberta Harrisa. Fabuła oparta jest na tzw. sprawie Dreyfusa.

## Produkcja

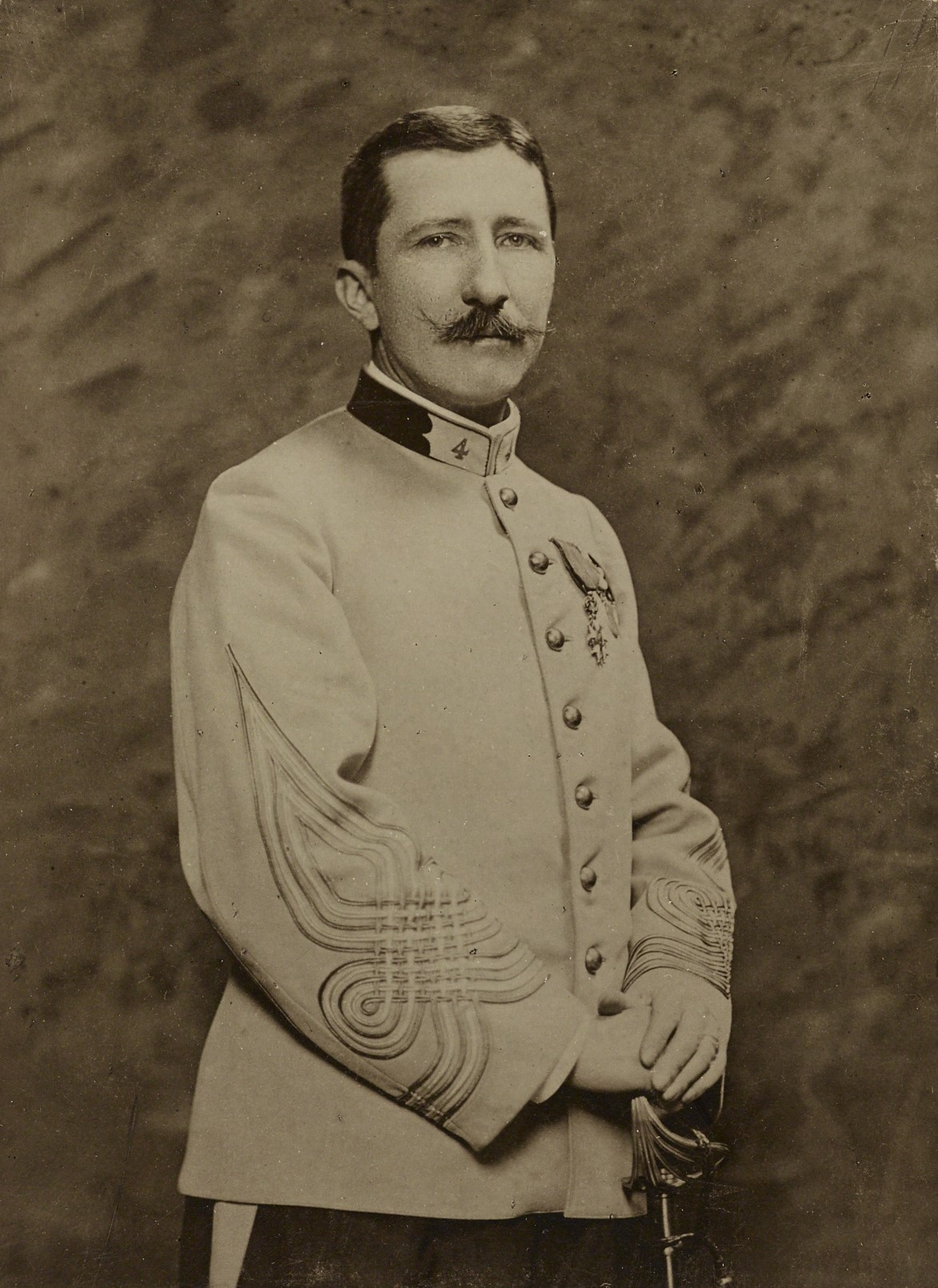
Georges Picquart

Scenariusz filmu napisali wspólnie Polański i Harris, którzy wcześniej współpracowali już przy filmie Autor widmo, również opartym na prozie Harrisa. Muzykę skomponował Alexandre Desplat, zmontował go Hervé de Luze, autorem zdjęć był Paweł Edelman, scenografii Philippe Cord’homme, a kostiumów Pascaline Chavanne. Film wyprodukowała wytwórnia Gaumont, a jego budżet wyniósł 25 milionów euro.
Film był kręcony od listopada 2018 do marca 2019 we Francji, głównie w Paryżu (m.in. École militaire w 7. dzielnicy Paryża, Pałac Sprawiedliwości na Île de la Cité) i okolicach stolicy Francji. Sceny więzienia Dreyfusa na Wyspie Diabelskiej kręcone były w miejscowości Plougasnou w departamencie Finistère.
Światowa prapremiera Oficera i szpiega miała miejsce podczas 30 sierpnia 2019 76. Międzynarodowego Festiwalu Filmowego w Wenecji, w kinach ma się pojawić w 27 grudnia. W Wenecji film został wyróżniony Wielką Nagrodą Jury.
Krytycy w fabule filmu odnajdują paralelę do przeżyć Polańskiego.
Film został wyróżniony trzema Cezarami.

## Fabuła

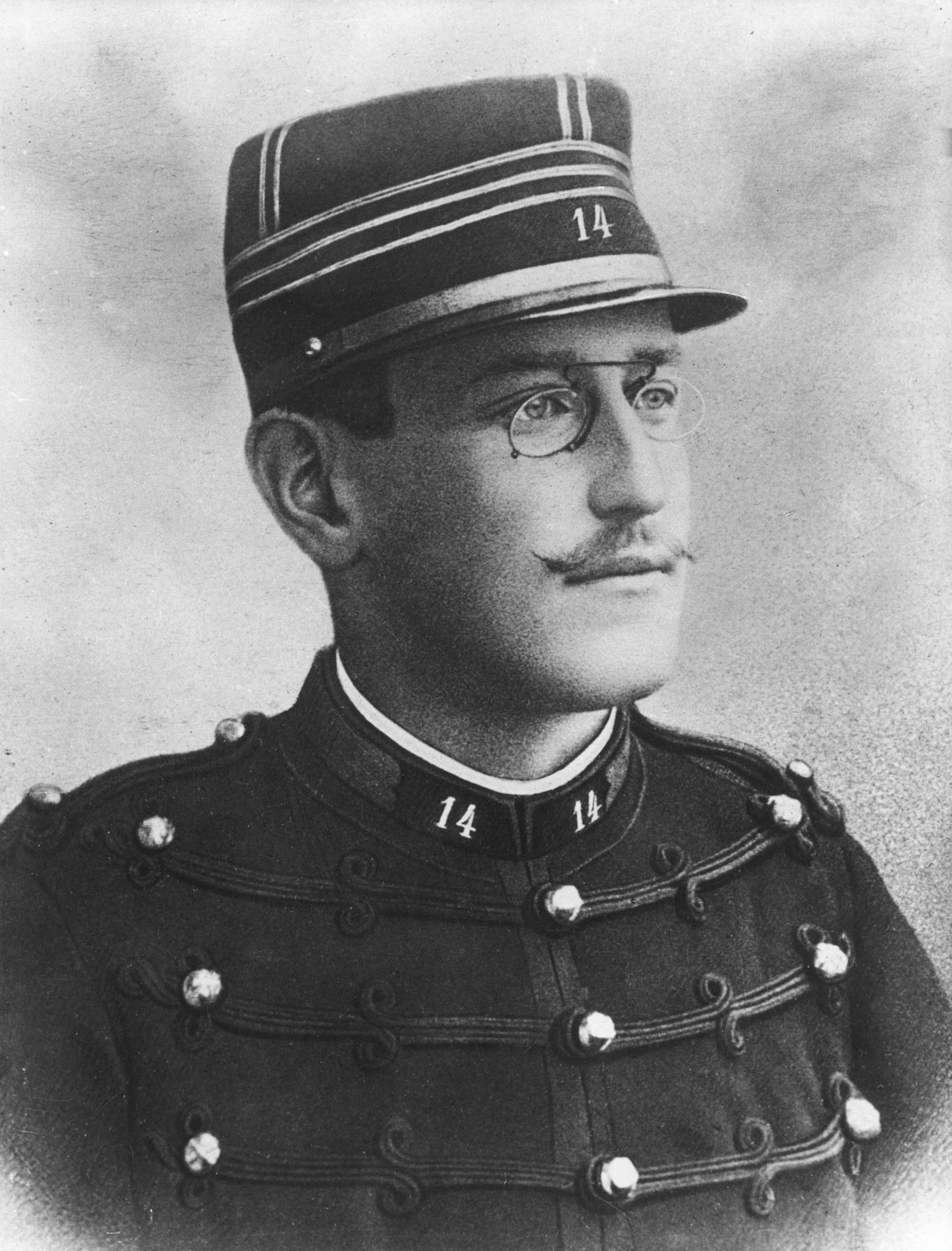
Alfred Dreyfus

Oryginalny tytuł filmu J’accuse (dosł. oskarżam) nawiązuje do słynnego artykułu Émile’a Zoli. Był to list otwarty do prezydenta Francji w obronie Alfreda Dreyfusa, francuskiego oficera narodowości żydowskiej, niesłusznie skazanego – podczas antysemickiej nagonki – za szpiegostwo na rzecz Niemiec. Głównym bohaterem filmu jest francuski oficer Georges Picquart, z którego punktu widzenia prowadzona jest narracja. Natrafia on na ślad niemieckiego szpiega Ferdinanda Esterhazy’ego i odkrywa, że to on był odpowiedzialny za działalność, za którą skazano Dreyfusa. Wbrew starającym się zatuszować sprawę wojskowym oficjelom podejmuje walkę o rehabilitację i uwolnienie przetrzymywanego na Wyspie Diabelskiej Dreyfusa.

## Obsada
W filmie występują:
- Jean Dujardin jako podpułkownik Georges Picquart
- Louis Garrel jako kapitan Alfred Dreyfus
- Emmanuelle Seigner jako Pauline Monnier
- Mathieu Amalric jako Bertillon, ekspert grafologiczny
- Melvil Poupaud jako mecenas Labori
- Vincent Pérez jako mecenas Louis Leblois
- Laurent Natrella jako major Ferdinand Esterhazy
- Eric Ruf jako pułkownik Sandherr
- Laurent Stocker jako generał de Pellieux
- Michel Vuillermoz jako podpułkownik du Paty de Clam
- Denis Podalydès jako mecenas Demange
- Wladimir Yordanoff jako generał Mercier
- Didier Sandre jako generał Boisdeffre
- Grégory Gadebois jako major Henry
- Vincent Grass jako generał Billot
- Hervé Pierre jako generał Gonse